# Лепша-Новий
Лепша-Новий (рос. Лепша-Новый) — лісове селище в Няндомському районі Архангельської області Російської Федерації.
Населення становить 731 особу. Входить до складу муніципального утворення Няндомський муніципальний округ.

## Історія
До 2022 року входило до складу муніципального утворення Шалакуське поселення.

## Населення
| 2002 | 2010 | 2012 |
| ---- | ---- | ---- |
| 811  | ↘576 | ↗731 |